# Skischaukel
Als Skischaukel bezeichnet man die touristische und verkehrstechnische Verbindung von in verschiedenen Tälern gelegenen Skigebieten über die Höhenzüge, die diese Täler trennen. Dabei können sich Skifahrer oder Snowboarder mit nur einem Skipass mit Hilfe von Liftanlagen und Seilbahnen über miteinander verbundene Skipisten von Skigebiet zu Skigebiet bewegen.

## Entstehung
Der vermehrte Einsatz von Sessellift- und Seilbahnanlagen anstatt kapazitätsschwacher Schlepplifte hatte neben einer Kapazitäts- auch eine deutliche Geschwindigkeitssteigerung in der Personenbeförderung zur Folge, die es Ski-Touristen heute erlaubt, einzelne Skiberge in wesentlich kürzerer Zeit zu erkunden. Der Zusammenschluss mehrerer Skiberge und -täler bedient die, teils daraus resultierende, Nachfrage von Ski-Touristen nach mehr landschaftlicher, sportlicher und gastronomischer Abwechslung bei einer nur unterproportionalen Preissteigerung.

## Betreiber
Betreiber-Unternehmen, die in einer Skischaukel kooperieren, profitieren wiederum von Skaleneffekten, Einkaufsgemeinschaften, gemeinschaftlich größeren Werbeetats, sowie von zusätzlich kommunizierbaren Attributen der Gemeinschaftsmarke, und einem größeren wirtschaftlichen Gewicht gegenüber Gemeinden und anderen Interessensgemeinschaften.

## Kritiker
Kritiker von Skischaukeln bemängeln die Verdrängung kleinerer Skigebiete (mit erschwinglicheren Skipässen) und die erforderlichen, oft erheblichen zusätzlichen Eingriffe in die Natur durch den Bau von verbindenden Lift-, Seilbahn- und Pistenanlagen.

## Beispiele
- Sellaronda in Südtirol
- Trois Vallées in Frankreich
- 4-Berge-Schischaukel Hauser Kaibling-Planai-Hochwurzen-Reiteralm in Österreich[7]
- Skischaukel Berwang in Österreich[8]